# 京都市立岩倉北小学校
京都市立岩倉北小学校（きょうとしりついわくらきたしょうがっこう）は、京都府京都市左京区岩倉忠在地町にある公立小学校。

## 沿革
- 1972(昭和47)年：岩倉北部地域の人口増加に伴い、小学校建設が決定し、府営村松団地の用地の一部（忠在地町五番地）が当てられる。
- 1973(昭和48)年8月15日：明徳小学校北分校起工式。
- 同年12月25日：通学区域が決定。
- 1974(昭和49)年3月31日：南校舎（15教室と給食室）が完成。
- 同年4月1日：明徳小学校北分校が開校。開校当時、10学級・児童数317名（内、6年生46名は明徳小学校本校に通学。）での発足であった。
- 同年9月25日：講堂兼体育館・北校舎（9教室）起工式。
- 1975(昭和50)年4月1日：校旗が寄贈される。
- 同年4月1日：明徳小学校北分校が京都市立岩倉北小学校として独立。
- 同年4月2日：プール建設工事開始。
- 同年4月4日：開校式。14学級・児童数519名での発足。
- 同年6月：伊勢方面修学旅行。以下毎年実施。
- 同年8月16日：プール開き。
- 1976(昭和51)年10月15日：北校舎（残り12教室）建設工事開始。
- 1977(昭和52)年3月23日：第二回卒業生の記念品として優勝旗が寄贈される。
- 同年3月30日：北校舎（残り12教室）完成。
- 同年10月25日：正門前に築山が完成。
- 1978(昭和53)年5月10日：米飯給食実施。
- 同年9月25日：天然ガスに切り替え。
- 1979(昭和54)年7月：校歌制定委員会が発足。歌詞が校区より公募される。
- 1980(昭和55)年1月22日：校歌が完成。京都府警察音楽隊を招いて、校歌の発表会を行う。
- 同年4月1日：夜間閉鎖校となる。
- 1984(昭和59)年10月：奥志摩青少年野外センター2泊3日。以下毎年実施。
- 1988(昭和63)年3月：校区内でマラソンコースが制定。以下毎年、校内マラソン大会や自然観察などが実施される。
- 1989(平成元)年10月：広島方面修学旅行。以下毎年実施。
- 1990(平成2)年：地元では「正水山(しょうずやま)」と呼ばれる山が1年契約で本校に貸与される。10月15日には山開きが行われ、山の名前は児童会が募集・選定し、学校では「岩北山」と呼ぶこととなった。
- 1994(平成6)年10月31日：コンピュータが導入される。[1][2][3]

## 校歌
作詞：佐藤佳代子

作曲：越後均

## 通学区域
以下の5地域。
- 岩倉中在地町（84番地北側の岩倉川の支流以北。）
- 岩倉村松町
- 岩倉忠在地町（岩倉20号線：長源寺北側の道路以北。）
- 岩倉長谷町（長谷八幡宮参道以北。）
- 岩倉上蔵町（第二北山病院以北。皆越地区の飛び地は市原野小学校区。）

## 交通アクセス
- 叡山電鉄鞍馬線岩倉駅より徒歩30分。

## 脚註